# Moonwalk (ball)

Demostració del "pas lunar" o "moonwalk"

El moonwalk (en català «caminada lunar») és un pas de ball que va ser popularitzat per Michael Jackson durant la presentació de "Billie Jean" a Motown 25: Yesterday, Today, Forever en 1983. Consisteix en una sèrie de passos lliscant un peu darrere l'altre sense desenganxar-los del sòl, de tal manera que es produeixi l'efecte òptic de lliscament cap a davant, mentre la persona es desplaça cap enrere. Cal destacar que Michael Jackson mai es va atribuir el pas com a seu i hi ha moltes instàncies registrades de versions similars d'aquest pas de ball des dels anys 30.

## Tècnica

Quan es realitza correctament, el pas produirà la il·lusió de caminar cap endavant mentre es retrocedeix.

Per a la realització del pas de ball cal un calçat i sòl prou relliscós com per lliscar els peus amb facilitat.
Els passos a seguir són els següents (d'esquerra a dreta):

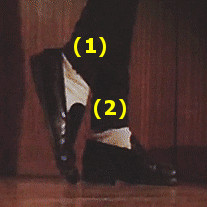
1 - S'aixeca un peu col·locant la punta a el front a terra (1), recolzant-hi tot el pes de el cos.
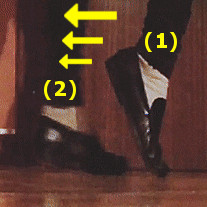
2 - Després, llisca lleugerament cap enrere i suaument l'altre peu que no sosté el pes (2).
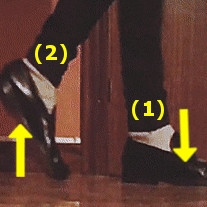
3 - Ara és el peu davanter (1) el qual es baixa mentre que el peu del darrere s'aixeca (2), recolzant-se en la punta, similarment a la posició inicial invertida.
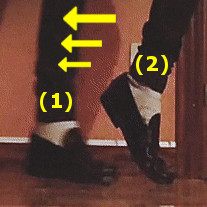
4 - Finalment el peu davanter (1) llisca cap enrere més enllà del peu del darrere (2) i es tornen a invertir les posicions.

Aquests passos es repeteixen una vegada i una altra creant la il·lusió que el ballarí està sent arrossegat cap enrere per una força invisible mentre intenta caminar cap endavant. Les variacions d'aquest moviment permeten que sembli lliscar-se cap endavant, cap als costats, fins i tot en cercles (sidewalk) o en el mateix lloc (airwalk). Michael balancejava els seus braços cap endavant i cap enrere mentre es lliscava cap enrere. També sovint apuntava el cap d'un costat a un altre i encorbava les seves espatlles. Aquestes addicions fan que la il·lusió sigui més convincent.

## Història
Encara que Michael Jackson ho va perfeccionar, ho va donar a conèixer i va formar part de la seva identitat, no es té la certesa de qual és el seu origen. cal destacar que el propi Jackson mai va dir que el moonwalk fos invenció seva ni es va atribuir mai el mèrit de la seva invenció. Hi ha moltes instàncies registrades de versions similars d'aquest pas de ball:

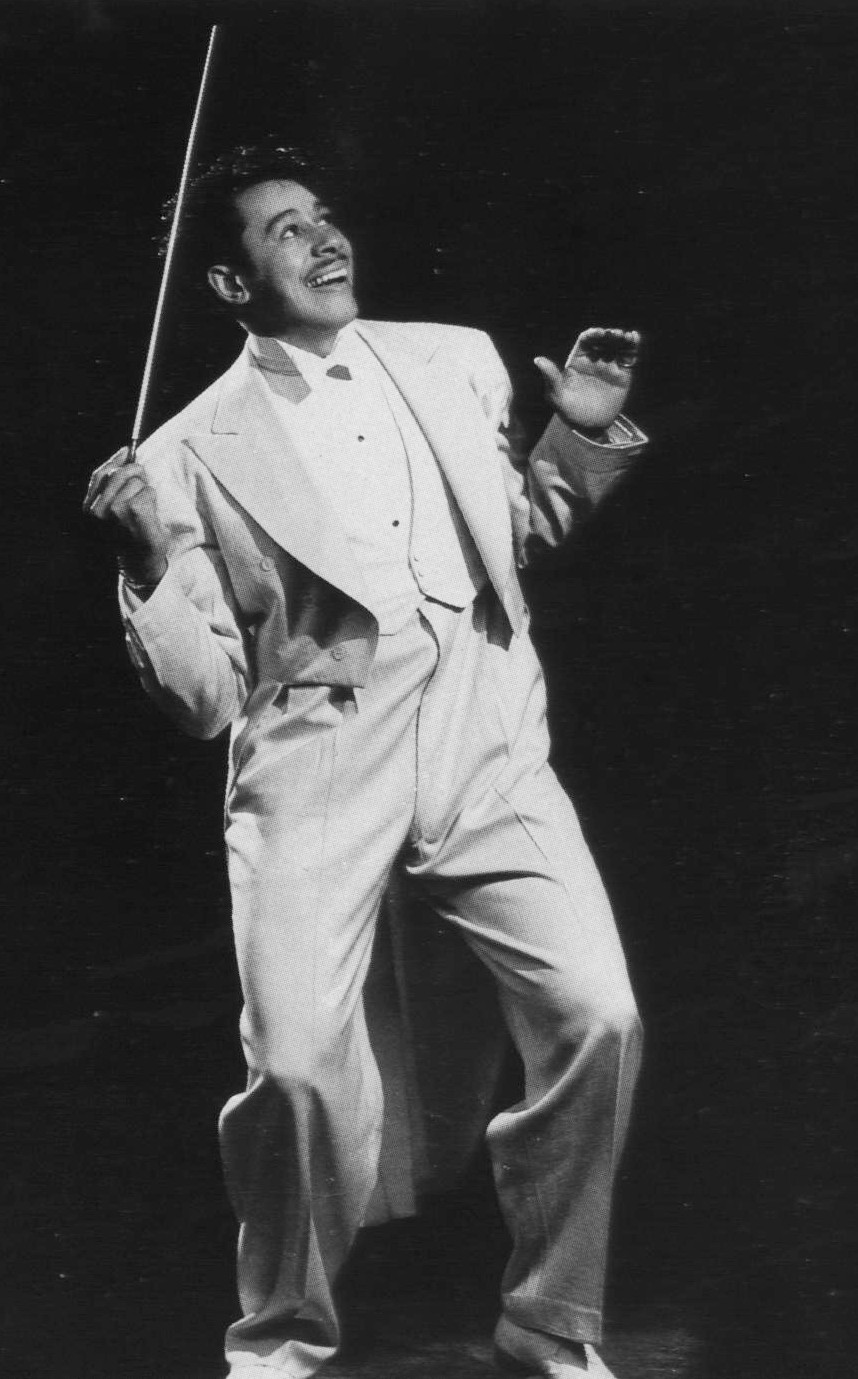
Cab Calloway va executar passos de ball similars al moonwalk a principis de 1932.

Aquest pas es registra fins a Charles Chaplin. Passos similars es reporten des de 1932, utilitzats per Cab Calloway. Cab Calloway hauria estat un dels pares d'aquest ball, com pot contemplar-se en enregistraments com "Kickin' the gong around" o alguns enregistraments de Minnie The Moocher, St. James Infirmary o Zaz Zuh Zaz, de l'enregistrament Cab Calloway's Hi-de-Ho".
El 1985, Calloway va dir que el moviment es va dir "The Buzz" quan ell i uns altres ho van realitzar en la dècada de 1930.

### Anys 40
El 1944, Judy Garland i Margaret O'Brien van presentar alguna cosa així com el moviment en la seva actuació de "Under the Bamboo Tree" en Meet M'en St. Louis, encara que el seu performance manca de la il·lusió creada per l'autèntic moonwalk. L'actor i comediant mexicà Adalberto Martínez Chávez ("Ressorts") també va realitzar moviments semblats al moonwalk.
El mim frances Marcel Marceau va realitzar aquest passos similars en les pel·lícules en Cabin in the Sky (1943), Els Enfant du paradis (1943) i Showtime at the Apollo (1955).

### Anys 50
En la dècada de 1950, Dick Van Dyke va realitzar una variació similar del pas en "Mailing A Letter On A Windy Corner". El 1955, va ser gravada una actuació de Bill Bailey en el Teatre Apollo, qui va realitzar el moonwalk tal com es coneix actualment. És la pel·lícula mexicana Escola d'estiu, estrenada en 1959, José Luis Ramírez Malagón realitza un moonwalk estacionari sobre un piano.

### Anys 60 i 70
En un episodi d'H.R. Pufnstuf, Judy Frog ensenya un pas anomenat moonwalk. Encara que la seva rutina és diferent, va realitzar un moonwalk estacionari (airwalk). Apareix un moviment molt semblant, però molt més curt, en la pel·lícula L'aprenenta de bruixa, durant l'execució de l'encanteri final a unes sabates.
Es considera que la primera vegada en què va donar a conèixer aquest pas de ball va ser durant un popular programa de televisió, i va anar un grup fundat en 1977 anomenats "the Electric Boogaloos". David Bowie va ser probablement el primer cantant de rock a realitzar passos similars al moonwalk en 1960-70, qui va aprendre amb Étienne Decroux.

### Anys 80
El propi James Brown, pare del soul i inspiració de Michael Jackson, va ser un dels quals va utilitzar el moonwalk prèviament amb el seu pas de ball anomenat camel walk. D'aquesta manera, en ser un dels primers a popularitzar aquest pas de ball (entengui's que a l'ésser un pas de ball no es pot saber amb certesa qui ho va crear, però sí qui ho va popularitzar), se li atribueix aquest pas al referit anteriorment James Brown.
Al videoclip "Crosseyed and Painless" de Talking Heads (1980) apareix clarament aquest pas. També s'aprecia en la sèrie de televisió Fame i en la pel·lícula Flashdance el moonwalk.

## Michael Jackson
L'NBC va emetre en el 16 de maig de 1983 Motown 25: Yesterday, Today, Forever (transmès en el vint-i-cinquè aniversari de Motown), on Michael Jackson que va marcar el començament de la popularització del pas de ball, realitzat l'actuació del títol de Billie jean i despertant espontanis crits d'entusiasme en el públic.
Des de l'estrena del sisè àlbum de Michael Jackson, Thriller (1982) fins al present, els seus fanes es fan cridar "moonwalkers", l'autobiografia de Michael Jackson es titula "moonwalk" i la seva pel·lícula "moonwalker" en referència al ball popularitzat per aquest mateix.

### Inspiracions de Michael

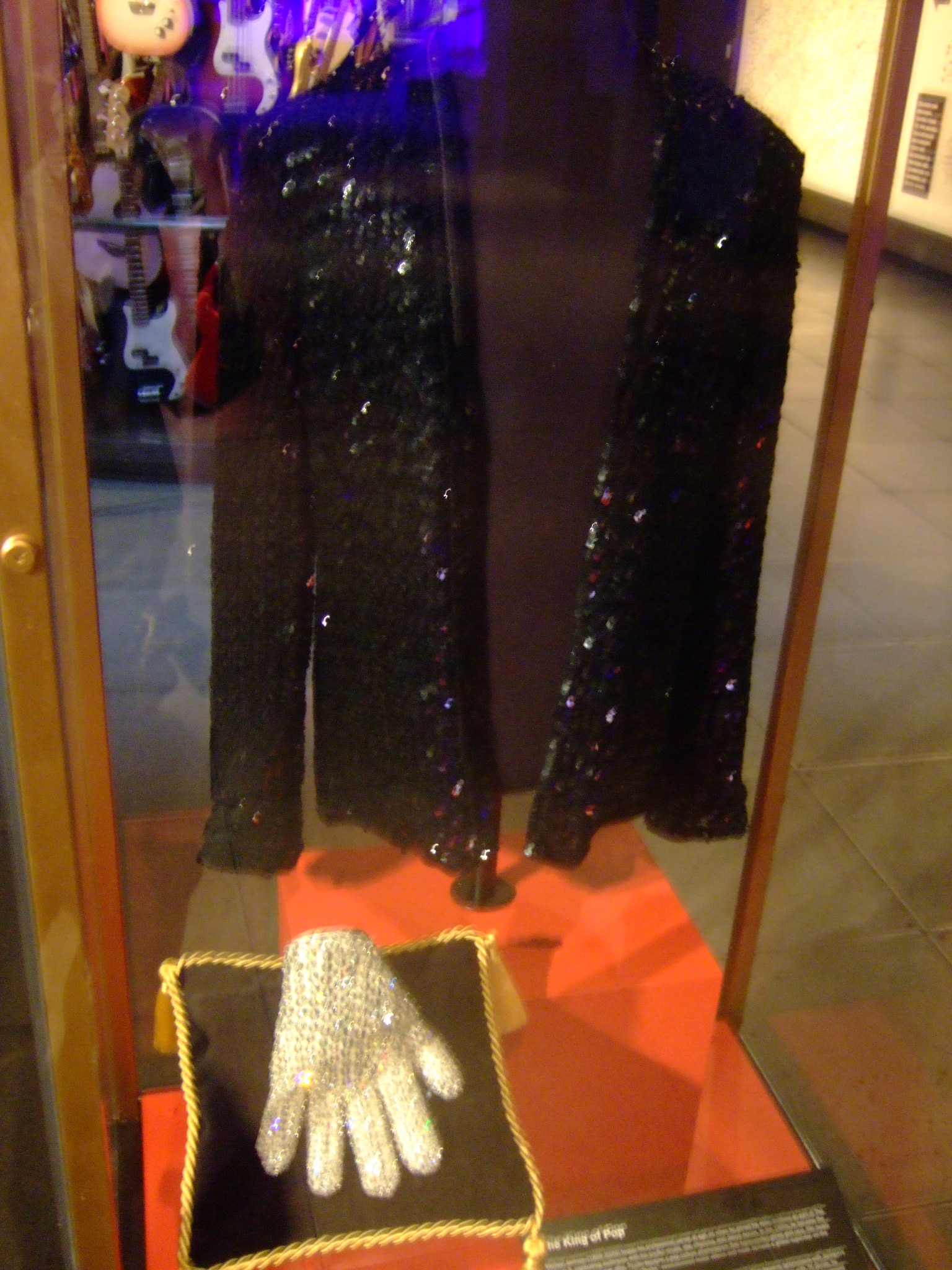
Jaqueta i guant de lluentons usats per Michael a Motown 25

Michael Jackson durant la seva entrevista amb Oprah Winfrey (el 1993) va declarar d'on provenia el pas de ball:
| « | Bé, el Moonwalk va provenir d'aquests bells nens, els nens negres que viuen als guetos, ja saps, les ciutats de l'interior, que són brillants, que tenen aquest talent natural per ballar qualsevol d'aquests nous balls - "the running man" - qualsevol d'aquests balls. Ells venen amb aquests balls, tot el que vaig fer va ser millorar el pas. | » |

Bueno, el Moonwalk provino de estos hermosos niños, los niños negros que viven en los guetos, ya sabes, las ciudades del interior, que son brillantes, que tienen ese talento natural para bailar cualquiera e estos de estos nuevos bailes - "the running man" - cualquiera de estos bailes. Ellos vienen con estos bailes, todo lo que hice fue mejorar el paso.

Jackson va declarar en una altra entrevista que en veure al famós mim Marcel Marceau caminar contra el vent, es va inspirar i li va donar forma al seu conegut moonwalk. Fins i tot hi ha videos i fotos de la visita de Marceau als Estats Units com convidat especial de Jackson.
En un dels especials de TV realitzats amb motiu de la mort del cantant, va aparèixer La Toya Jackson, una de les seves germanes, comentant l'origen del moonwalk, en la qual diu que el moonwalk va ser ensenyat a Michael Jackson per Jeffrey Daniels, un ballarí del programa de televisió Soul Train i Top of the Pops, pertanyent al grup Shalamar. Cooley Jaxson també li va ensenyar a Jackson. Algunes persones consideren el moonwalk, una tècnica de Popping, un ball de carrer d'estil funk que es va originar a Califòrnia en la dècada de 1970.
Un altre personatge en qüestió anomenat Geron Candidate, encara que rebia l'àlies de Casper, es va encarregar d'ensenyar-li personalment el pas anomenat backslide a Michael. Segons Casper, Michael ho va aprendre en una hora, si bé encara li faltava pràctica. Segons Casper va ser a veure una actuació dels Jacksons a Los Angeles esperant veure el backslide, no obstant això, Michael Jackson no ho va realitzar, al·legant que encara no se sentia preparat per fer-ho en públic. Anys més tard, quan Casper es trobava veient la gala de celebració del 25 aniversari de Motown li va poder observar fer-ho per primera vegada. Deia estar orgullós d'haver-li-ho ensenyat encara que va assenyalar que el que ell havia fet no era el moonwalk sinó el backslide. Segons Thomas Guzman-Sanchez, el moonwalk és realitzat en cercle, per la qual cosa arran d'allò el backslide va passar a tenir la seva actual denominació. No se sap si el nom moonwalk prové d'un malentès del nom del pas de ball o a propòsit pel mateix Michael. Casper afirma que Jackson li va pagar 1000 dòlars per ensenyar-li-ho, una quantitat més que suficient per a ell a causa de la seva curta edat, i que fins i tot l'hi hagués ensenyat de franc. Per descomptat també diu que li hagués agradat que Michael Jackson li hagués esmentat com el que l'hi va ensenyar, però diu que està encantat amb el tracte que va rebre del cantant.[cita 

## Actualitat

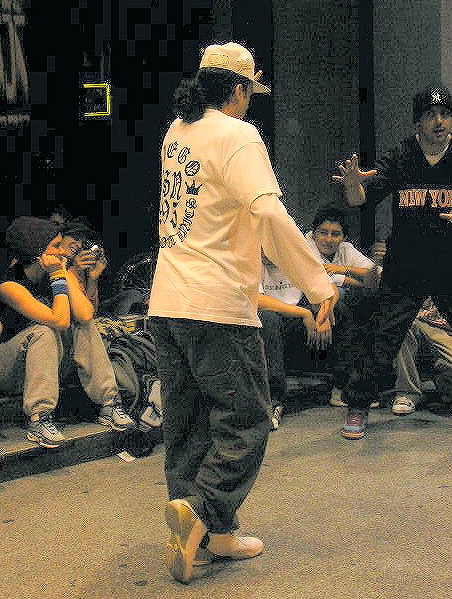
Ballarí fent un moonwalk a Madrid.

El moonwalk ha estat un pas molt popular usat per ballarins i cantants en els seus videoclips i actuacions en viu; entre ells, Bruno Mars, Chris Brown, Jason Derulo, Adam Levine, Usher, Justin Bieber Alessia Cara. El grup musical C-pop WayV va llançar en 2019 un single titulat "Moonwalk", en el qual es realitza aquest pas durant el videoclip de la cançó.

## En la cultura popular
- A Bob Esponja, durant l'episodi "Benvingut a bord", Bob realitza un breu moonwalk.
- A Back to the Future 3 (1990), Marty McFly realitza el moonwalk quan Bufford "Molosse" Tannen li dispara en les cames i diu "Balla!".
- A The Emperor's New Groove (2000), Kuzco quan torna en si mateix fa un moonwalk.
- A Shrek 2 (2004), en els crèdits finals, Pinotxo realitza un curt moonwalk.
- Al videojoc de World of Warcraft, el ball nocturn dels elfos del mascle és el moonwalk de Michael Jackson.
- A la pel·lícula Toy Story 3 (2010), Ken realitza un moonwalk durant la seva desfilada de moda.
- A l'anime One Piece, Jango, el servent del capità Crow, és un exballarí itinerant que balla el moonwalk a la perfecció.
- A Space Chimpanzees 2 (2010), un científic balla com Michael Jackson i fa un petit passeig lunar enfront de Zartog.
- A Astérix i els víkings (2006), quan Goudurix està amb els vikings i balla amb Abba, realitza alguns passos de ball de Michael Jackson, inclòs el passeig lunar .

- Un au originari de Costa Rica fa els mateixos passos del moonwalk, la qual cosa podria haver estat una inspiració per al pas de moonwalk.